# Vittorio Mezzogiorno
Vittorio Mezzogiorno (Cercola, 1941. december 6. – Milánó, 1994. január 7.) olasz színész.

## Élete és pályafutása
Hat testvére közül ő volt a legfiatalabb. Gyermekkorát Nápoly egyik városrészében, Sant’Anastasiában töltötte. Kedvenc sportja az ökölvívás volt. A fivére, Vincenzo színházi rendező azt szerette volna, hogy Vittorio színész legyen, de ő előbb egy évig gyógyszerészetet tanult, majd a jogi egyetemre iratkozott be. Mivel a színészi pálya is érdekelte, beszédmódja és a hangja tökéletesítésének céljából éjszakánként olasz- és nápolyi nyelven hangosan olvasta a Büntető törvénykönyvet.
1962-ben a nápolyi Teatro Il Piccolóban volt az első szerepe:, Estragon, Samuel Beckett Godot-ra várva c. színművének egyik csavargója. A jogi diploma megszerzése után az 1966/67-es és az 1967/68-as évadra Eduardo De Filippo társulatához szerződött. 1969-ben találkozott Cecilia Sacchi színésznővel, 1972. november 9-én összeházasodtak, 1974-ben megszületett a gyermekük, Giovanna. A család Rómában telepedett le. 1983-ban a Hold a csatornában (La Lune dans le caniveau) c. filmben Gérard Depardieuvel és Nastassja Kinskivel játszott együtt, de az elismerést ugyanebben az évben A sebesült (L'Homme blessé) hozta meg neki. Közben Párizsba költözött.
1985-ben Peter Brook színpadra vitte a Mahábhárata hindu eposzt. Az előadás több mint nyolcórás volt, Vittorio Mezzogiorno Arjunát alakította. A színdarab bemutatója a Festival d’Avigonban volt, ezt követte a Bouffes du Nord-i előadás, ahonnan a társulat turnéra indult. Ennek állomásai Athén, Prato, Barcelona, Madrid és Lyon voltak. A visszaút 1988-ban: Zürich, Los Angeles, New York, Perth, Adelaide, Koppenhága, Glasgow és Tokió.
Brook és alkotótársai azt akarták, hogy film is készüljön a darabból, mert az úgy több nézőhöz eljut. 1989-ben elkészült a filmváltozat.
1990-ben Mezzogiorno visszatért Olaszországba, Milánóban telepedett le, és még abban az évben a Polip tv-sorozat ötödik-, két évvel később pedig a hatodik évadában Cattani felügyelő utódát, Licata felügyelőt alakította. 1992-ben, a Teatro Stabile di Parmában játszott a feleségével. Ekkor lépett színpadra utoljára.

## Halála
Ötvenkét éves korában, Milánóban 1994. január 7-én, miközben tüdőrákkal operálták, szívelégtelenségben halt meg. A griantei temetőben, a feleségével közös sírban nyugszik.

## Filmszerepei
- 1992 : Polip 6. – Licata
- 1991 : Kegyetlen hegycsúcs – Roccia
- 1990 : Polip 5. – Licata
- 1989 : A francia forradalom I-II. – Marat
- 1989 : Mahábhárata – Arjuna
- 1987 : Mussolini és én – Sandro Pavolini
- 1983 : Holdfény a csatornában – Newton Channing
- 1983 : Három fivér – Rocco Giuranna
- 1983 : A sebesült – Jean Lerman

## Díjai
- 1979 és 1981: Ezüst Szalag díj (Nastro d’Argento)
- 1990: Ciak d’Oro

## Fordítás
- Ez a szócikk részben vagy egészben  a   Vittorio Mezzogiorno című angol Wikipédia-szócikk ezen változatának fordításán alapul.  Az eredeti cikk szerkesztőit annak laptörténete sorolja fel. Ez a jelzés csupán a megfogalmazás eredetét és a szerzői jogokat jelzi, nem szolgál a cikkben szereplő információk forrásmegjelöléseként.
- Ez a szócikk részben vagy egészben  a   Vittorio Mezzogiorno című olasz Wikipédia-szócikk ezen változatának fordításán alapul.  Az eredeti cikk szerkesztőit annak laptörténete sorolja fel. Ez a jelzés csupán a megfogalmazás eredetét és a szerzői jogokat jelzi, nem szolgál a cikkben szereplő információk forrásmegjelöléseként.